# K2-09
K2-09 (K2-9), EPIC 201465501 — одиночная звезда в созвездии Девы на расстоянии приблизительно 275 световых лет (около 84,2 парсек) от Солнца. Визуальная звёздная величина звезды — +16,73m. Возраст звезды определён как около 1 млрд лет.
Вокруг звезды обращается, как минимум, одна планета. Она может стать претендентом на звание «двойника Земли».

## Характеристики
K2-9 — красный карлик спектрального класса M2, или M2,5V, или M3V, или K7. Масса — около 0,3 солнечной, радиус — около 0,31 солнечного, светимость — около 0,012 солнечной. Эффективная температура — около 3452 K.

## Планетная система
В 2015 году группой астрономов проекта «Кеплер» было объявлено об открытии планеты K2-9 b. Она на 60 % больше, чем Земля, и примерно в 4 раза тяжелее.